# Michael O'Moore Creagh
Generalmajor Sir Michael O'Moore Creagh KBE MC, (født 16. maj 1892, død 14. december 1970) var en britisk officer som gjorde tjeneste i såvel 1. som 2. Verdenskrig. Han ledede 7. pansrede division (ørkenrotterne) mellem 1939 og 1941. 

## Tidlige år
Creagh blev født en 16. maj 1892 og fik sin skolegang på Wellington public school. Han blev optaget på  Royal Military College, Sandhurst og blev efterfølgende udnævnt til officer i 7. Queen's Own Hussars i 1911.

## 1. Verdenskrig
Ved afslutningen af 1. Verdenskrig havde Creagh gjort tjeneste som aide de camp for divisionschefen i hjemmestyrkerne (1914-1915), som stabskaptajn i Frankrig (1917-1918) og brigademajor (1918-1919).
Creagh blev i hæren efter krigen og kommanderede 15./19. The King's Royal Hussars 1934-38.

## Anden Verdenskrig
Den 4. december 1939 overtog Creagh kommandoen over den mobile enhed, som var stationeret  ved den ægyptiske grænse efter generalmajor Sir Percy Hobart som blev pensioneret af general Archibald Wavell.  I februar 1940 blev enheden omdøbt til 7. pansrede division, og Creagh var den af enhedens chefer, som beholdt posten længst. 

### Sidi Barrani
Creagh anførte divisionen under dens tidlige triumfer mod italienerne efter at de gik ind i krigen den 10. juni 1940. Under marskal Rodolfo Graziani gennemførtes Italiens invasion af Ægypten, hvor han trængte 100 km frem til Sidi Barrani og gjorde holdt. Det var her Creaghs 7. pansrede division udkæmpede sit første store slag i Operation Compass – modoffensiven, som begyndte den 8. december, hvor 7. pansrede division sammen med 4. indiske division drev italienerne ud af Ægypten og tilbage til Cyrenaica, den østlige del af den italienske koloni Libyen.

### Bardia og Tobruk
Den lille havneby Bardia blev erobret af de fremrykkende britiske, australske og indiske styrker under ledelse af heneral Sir Richard O'Connor straks efter nytår 1941 efterfulgt af Tobruk da italienerne trak sig tilbage ad Via Balbia, hovedvejen til Benghazi og Tripoli. Denne udgjorde den øverste halvdel af en halvcirken, den nedre grundlinje i halvcirklen bestod af klippefyldt ørken – et uvejsomt terræn for pansrede og mekaniserede enheder såsom 7. pansrede division. 

### Beda Fomm
Creaghs division skylle rykke via Michili, Msus og Antelat (bunden af halvcirklen) mens den australske 6. division forfulgte den retirerende italienske 10. armé langs kystvejen omkring Jebel Akhdar bjergene mod nord. Det dårlige terræn var vanskeligt for kampvognene og Creagh traf den modige beslutning af sendte en flyvende kolonne – kaldet "Compe Force" af sted mod sydvest gennem den så godt som ikke kortlagte libyske ørken. Combe Force, under oberstløjtnant John Combe fra 11. Husarer bestod af 11. husarer, en eskadron af King's Dragoon Guards, 2. bataljon af riffelbrigaden, en RAF panservognseskadron, anti-tank kanoner fra 3. Royal Horse Artillery og 'C' batteriet i 4. Royal Horse Artillery – i alt omkring 2.000 mand.
Den 5. februar lykkedes det Combe Force at afskære italienerne ved Sidi Saleh og Beda Fomm. Den lille styrke holdt italienerne tilbage tilstrækkelig længe til at panserstyrken i 4. brigade nåede frem den 6. februar. Hovedparten af den italienske 10. armé overgav sig den følgende dag som følge af den vellykkede blokade af deres flugtvej. 
Den 3. september 1941 blev Creagh udskiftet som leder af divisionen med generalmajor William Gott efter det bekostelige nederlag i Operation Battleaxe.
Fra 1941 til 1942 ledede Creagh 3. pansrede gruppe.

## Pensionering
Creagh blev pensioneret fra hæren i 1944.

### Eksterne kilder
- Liddell Hart Centre for Military Archives
- British Unit Histories
- "7th Armoured Division Site". Arkiveret fra originalen 21. juli 2013. Hentet 8. juli 2009.